# Укрия
Укрия (итал. Ucria) — коммуна в Италии, располагается в регионе Сицилия, в провинции Мессина.
Население составляет 1366 человек (2008 г.), плотность населения составляет 53 чел./км². Занимает площадь 26 км². Почтовый индекс — 98060. Телефонный код — 0941.
Покровителем коммуны почитаются святые Страсти Христовы (SS Signore della Pieta, S.S. Cristo della Pietà), празднование 3 мая.

## Демография
Динамика населения:

## Администрация коммуны
- Официальный сайт: https://web.archive.org/web/20060507150956/http://www.comune.ucria.me.it/home.jsp